# 巴福荣
巴福荣（1950年—），吉林东丰人，满族，中华人民共和国医学家、第九、十、十一届全国人民代表大会辽宁地区代表。
毕业于中国医科大学临床医疗专业。现任鞍山市妇儿医院院长、主任医师。2008年起担任全国人大代表。